# Grand Prix de Chambéry
Der Grand Prix de Chambéry ist ein Straßenradrennen im Frauenradsport in Frankreich.
Das Eintagesrennen wurde erstmals im Jahr 2003 als Rennen des nationalen Kalenders ausgetragen. Seit der Saison 2021 steht das Rennen im Rennkalender der UCI, zunächst in die Kategorie 1.2 eingestuft, seit der zweiten Ausgabe als 1.1. Die Strecke führt auf einem Rundkurs, der mehrfach absolviert wird, durch den nördlichen Teil der Stadt Chambéry sowie die östlich angrenzenden hügeligen Ausläufer des Bauges.

## Palmarès
| Jahr | Siegerin               | Zweite                 | Dritte            |          |
| ---- | ---------------------- | ---------------------- | ----------------- | -------- |
| 2003 | Sophie Creux           | Jeannie Longo-Ciprelli | Virginie Moinard  |          |
| 2004 | Melissa Holt           | Jeannie Longo-Ciprelli | Marina Jaunâtre   |          |
| 2005 | Sophie Creux           | Fanny Riberot          | Alna Burato       |          |
| 2006 | Magali Mocquery        | Sophie Creux           | Sylvie Riedle     |          |
| 2007 | Magali Mocquery        | Fanny Riberot          | Maaris Meier      |          |
| 2008 | Sophie Creux           | Modesta Vžesniauskaitė | Anna Zugno        |          |
| 2009 | Modesta Vžesniauskaitė | Noemi Cantele          | Nicole Brändli    |          |
| 2010 | Sophie Creux           | Edwige Pitel           | Martina Růžičková |          |
| 2011 | Sophie Creux           | Élodie Hegoburu        | Edwige Pitel      |          |
| 2012 | Alexia Muffat          | Élodie Hegoburu        | Béatrice Thomas   |          |
| 2013 | Nicole Hanselmann      | Stéffi Jamoneau        | Élodie Hegoburu   |          |
| 2014 | Amélie Rivat           | Sophie Creux           | Marion Sicot      |          |
| 2015 | Manon Souyris          | Amélie Rivat           | Soraya Paladin    |          |
| 2016 | Marjolaine Bazin       | Juliette Labous        | Daniela Reis      |          |
| 2017 | Anabelle Dreville      | Séverine Eraud         | Ophélie Fenart    |          |
| 2018 | Manon Souyris          | Nguyễn Thị Thật        | Évita Muzic       |          |
| 2019 | Katia Ragusa           | Teniel Campbell        | Marie Gielen      |          |
| 2020 | abgesagt               | abgesagt               | abgesagt          | abgesagt |
| 2021 | Gladys Verhulst-Wild   | Giorgia Bariani        | Debora Silvestri  |          |
| 2022 | Brodie Chapman         | Victorie Guilman       | Cristina Tonetti  |          |
| 2023 | Victorie Guilman       | Erica Magnaldi         | Évita Muzic       |          |
| 2024 | Lore De Schepper       | Évita Muzic            | Erica Magnaldi    |          |
| 2025 |                        |                        |                   |          |